# Château Phélan Ségur
 (février 2018).
Si vous disposez d'ouvrages ou d'articles de référence ou si vous connaissez des sites web de qualité traitant du thème abordé ici, merci de compléter l'article en donnant les références utiles à sa vérifiabilité et en les liant à la section « Notes et références ».

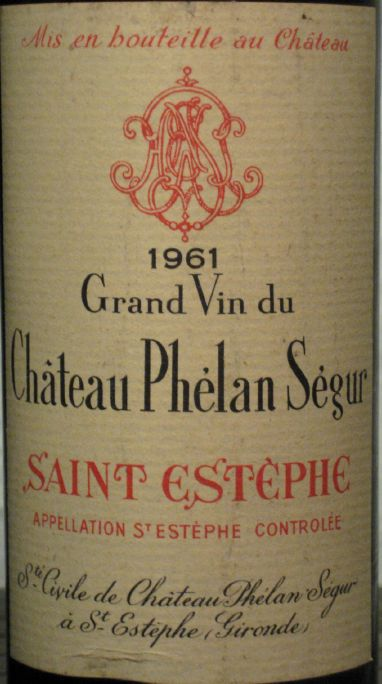

Le château Phélan Ségur est un domaine viticole de 70 hectares situé à Saint-Estèphe, dans le vignoble de Bordeaux. Son vin est commercialisé sous l'appellation saint-estèphe.

## Histoire du domaine
Son fondateur est Bernard O'Phelan, un négociant en vins d'origine irlandaise, qui constitue au début du XIXe siècle un ensemble viticole formé par le Clos de Garamey et le domaine Ségur de Cabanac, qui demeurent le cœur de la propriété. Au décès de Bernard O'Phelan en 1841, c'est son fils Frank Phélan (1820-1883), âgé alors de 21 ans, qui le remplace à la tête du domaine. Frank Phélan fut maire de Saint-Estèphe pendant trente ans. Il fait apporter quelques améliorations au château entre 1843 et 1845 par l'architecte bordelais Henri Duphot. Leur vin ne fait pas partie du classement des crus en 1855.
Au début du XXe siècle, le vin change de nom : appelé jusque-là « château Ségur de Garamey », il devient « château Phélan Ségur ». Les propriétaires sont successivement la famille Delon, puis à partir de 1985 la famille Gardinier (Xavier Gardinier a dirigé les maisons Lanson et Pommery). Dans les années 1990, les trois fils Thierry, Stéphane et Laurent confient la direction du domaine à Véronique Dausse. En 2003, le vin du château fut classé parmi les crus bourgeois « exceptionnels » (il ne fait plus partie des dernières sélections).
Après plus de trente années à la tête de la propriété, la famille Gardinier cède le domaine en janvier 2018 au Belge Philippe Van de Vyvere,, le président du groupe SEA Invest, spécialisé dans la manutention portuaire.

## Vignoble
Les 70 hectares de la propriété sont aujourd’hui regroupés en quatre grands ensembles jouxtant entre autres les vignes des châteaux Montrose et Calon Ségur (tous les deux classés en 1855, respectivement en 2e et 3e crus). Une des spécificités du château Phélan Ségur est son fort encépagement en merlot à 39 % (plusieurs autres châteaux font de même, pour rendre les vins plus facilement buvables jeunes), avec une base à 58 % de cabernet sauvignon, complétés par 1,5 % de petit verdot et 1,5 % de cabernet franc.
Les 600 000 pieds de vignes, dont la moyenne d’âge est de 35 ans, sont plantés sur un sol de graves argileuses, le tout sur un sous-sol calcaire (appelé calcaire de Saint-Estèphe).

## Vins
Les vendanges se font à la main, avec transport en cagettes puis passage par une table de tri à l'arrivée au chai. Pour mieux préserver l’intégrité des baies et ne conserver qu'elles, la « réception de vendanges » a été modifiée en 2011 avec la mise en place d’un nouvel égrappoir et d’un tri optique. D’autre part, de nouvelles cuves plus petites équipent désormais le chai afin d’interpréter parfaitement la récolte des différentes micro-parcelles. La vinification est dirigée par Fabrice Bacquey, maître de chai depuis août 2012 après avoir été pendant quatorze ans le bras droit de l’ancien maître de chai Alain Coculet.
Le vin est élevé durant 18 mois dans 50 % de barriques neuves de chêne français mobilisant le savoir-faire de cinq tonneliers. Le soutirage à l’esquive, technique longue et contraignante, est perpétué, mobilisant près de deux personnes tout au long de l’année. Cette technique consiste à séparer « manuellement » le vin de ses lies pour le clarifier et permet d’éviter de « maltraiter » le vin, ainsi qu’un contact prolongé avec l’air — contrairement à la méthode contemporaine qui utilise une pompe, plus rapide mais moins précise et plus violente pour le vin.

## Œnotourisme
De par son architecture classique et sa vue sur la Gironde, le château Phélan Ségur fait partie des domaines visitables le long de la Route des châteaux en plein cœur de la région du Médoc.